# 1960-as magyar vívóbajnokság
Az 1960-as magyar vívóbajnokság az ötvenötödik magyar bajnokság volt. A férfi tőrbajnokságot május 28. és 29. között rendezték meg, a párbajtőrbajnokságot június 11. és 12. között, a kardbajnokságot június 6. és 7. között, a női tőrbajnokságot pedig június 20. és 21. között, mindet Budapesten, a Nemzeti Sportcsarnokban.

## Eredmények
| Versenyszám          | Arany                                     | Arany | Ezüst                            | Ezüst | Bronz                           | Bronz |
| -------------------- | ----------------------------------------- | ----- | -------------------------------- | ----- | ------------------------------- | ----- |
| Férfi tőrvívás       | Kamuti Jenő BVSC                          |       | Gyuricza József Bp. Honvéd       |       | Kamuti László BVSC              |       |
| Férfi párbajtőrvívás | Gábor Tamás Bp. Vörös Meteor              |       | Marosi József OSC                |       | dr. Kausz István OSC            |       |
| Férfi kardvívás      | Kovács Pál Vasas SC                       |       | Gerevich Aladár Bp. Vörös Meteor |       | Horváth Zoltán Bp. Vörös Meteor |       |
| Női tőrvívás         | Sákovicsné Dömölky Lídia Bp. Vörös Meteor |       | Gulácsy Mária Bp. Honvéd         |       | Székely Tiborné BVSC            |       |